# Protium llanorum
Protium llanorum är en tvåhjärtbladig växtart som beskrevs av José Cuatrecasas. Protium llanorum ingår i släktet Protium och familjen Burseraceae. Inga underarter finns listade i Catalogue of Life.